# Puente de la Merced
El puente de la Merced (en euskera Mesedeetako zubia) es un puente sobre la ría de Bilbao, en Vizcaya, que une los barrios de San Francisco y el Casco Viejo. Su nombre proviene de la iglesia, anteriormente convento, de La merced que se encuentra en uno de sus extremos.

## Origen

### Convento e iglesia de La Merced
Tras afincarse en Bilbao en 1532 las mercedarias se trasladan en 1567 al lado izquierdo de la ría, frente a La Naja. En 1621 inauguran el convento y la iglesia que da nombre al puente, al muelle y a la pequeña calle que le sigue en la margen derecha. El edificio barroco que hoy se conserva fue construido entre 1663 y 1673 en terrenos de la Anteiglesia de Abando. Reconstruido posteriormente en 1750, fue finalmente adquirido por el Ayuntamiento de Bilbao.

## Historia
Al finalizar el sitio carlista de Bilbao, el 2 de mayo de 1874, solo quedaba en funcionamiento el puente de San Anton. Ante esta situación se proyecta uno provisional sobre pilotes enfrente de la iglesia de La Merced, de sistema Howe y pila de mampostería,  que es recepcionado en diciembre de 1874 y que requirió de múltiples reparaciones. Se abrió al tránsito en enero de 1875.

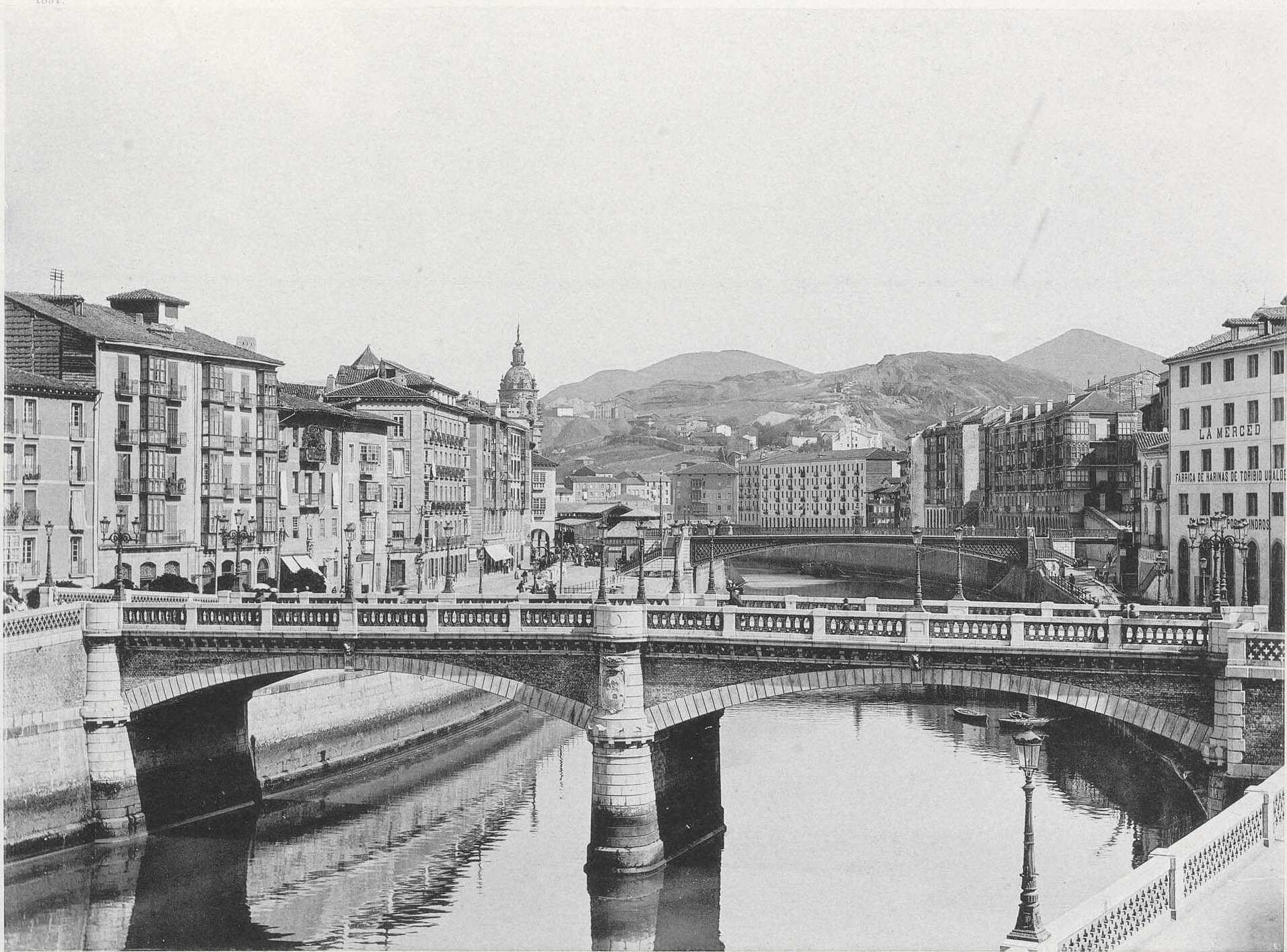
Puente de Ernesto Hoffmeyer Zubeldia en 1891

- En 1883 se aprueba el nuevo proyecto de Ernesto Hoffmeyer Zubeldia. Se componía de dos arcos escarzanos, con una pila central en forma de tambor y empleaba sillería, mampostería y ladrillo. La obra se inició en 1885 y finalizó en 1887 inaugurándose el 2 de mayo de ese mismo año, en el aniversario del levantamiento del sitio.[3][1]

- En 1937, y ante la inminente entrada de las tropas franquistas, la Junta de Defensa de Bilbao,  al mando de Jesús María Leizaola, ordenó la destrucción de todos los puentes que cruzaban la villa. Las voladuras fueron llevadas a cabo en la madrugada del 18 al 19 de junio por la 1º División Vasca, cuyo comandante era Joseph Putz. Es, tras su voladura durante la caída de Bilbao en 1937, cuando se erige el actual.[4]

- Las autoridades franquistas renombraron el puente como Puente del General Sanjurjo el 5 de agosto de ese mismo año, antes de que fuera reconstruido. No fue hasta el 19 de junio de 1938 que se inauguró el nuevo puente, proyectado por el ingeniero Manuel Gil de Santibañez, en hormigón, con dos arcos muy poco pronunciados y un pilar de piedra en el centro.[1][4]

El nombre franquista se mantuvo hasta la etapa democrática, cuando en 1980 recuperó el actual nombre de Puente de la Merced.

### La falsa historia de las farolas del puente de La Merced
Desde 2012, y como consecuencia de una inocentada de la Asociación Bilbao Histórico, se propagó una falsa leyenda sobre las farolas del puente que fueron instaladas tras las inundaciones del año 1983. A pesar de haber sido desmentido, el bulo se sigue extendiendo.